# 茅野しのぶ
茅野 しのぶ（かやの しのぶ、1982年7月9日 - ）は、日本の衣装デザイナーである。株式会社オサレカンパニー取締役。AKB48グループ衣装総責任者・クリエイティブディレクター。
2014年から2017年4月まではAKB48グループ総支配人およびAKB48劇場支配人を務めていた。

## 略歴
- 普通科の高校を卒業後、専門学校に入学。在学中はスタイリストのアシスタントに従事していた[2][3]。
- 2005年 - AKB48誕生前夜、マネージャー募集を聞きつけ、履歴書を持って運営に直談判し[4]、採用。AKB48の衣装担当として活動を始める。
- 2013年3月1日 - 株式会社オサレカンパニーを設立。AKB48グループの衣装総責任者及びクリエイティブディレクターに就任[5]。
- 2014年2月24日 -『AKB48グループ大組閣祭り』においてAKB48グループ総支配人職を戸賀崎智信から引き継ぎ、2017年まで同職を務めた[6]。
- 2021年12月30日 - 緊急搬送され、開腹手術と15日間入院生活を経験した[7]。

## 出演

### テレビ
- 今夜くらべてみました[8]（2015年7月7日）
- 探検バクモン（2017年8月30日）
- ナカイの窓[9]（2018年7月11日）
- マジカルクローゼット（2020年10月29日）
- あさイチ（2020年12月7日）
- AKB48チーム8のKANTO白書 バッチこーい!（2021年6月6日[10]、6月20日[11]）
- A-Studio+（2024年2月9日）

### YouTube
- 【裏側】LIVE衣装の打ち合わせをしていたらAKB時代の思い出があふれた（2020年11月25日、チユウチャンネル（河西智美））
- 【初公開】AKB48新衣装の全て見せます！！！（2021年1月6日、ゆきりんワールド（柏木由紀））
- 【卒コン】AKB48の衣装はやっぱり天才だった【LOOK BOOK】（2021年6月11日、峯岸みなみ）
- 卒業コンサートの衣装を徹底大解剖（2021年7月22日、Sakura Miyawaki（宮脇咲良））
- 【LOOK BOOK】白間美瑠卒業コンサート衣装紹介するよ♡（2021年9月8日、みるるんチャンネル（白間美瑠））
- 【AKB衣装】根も葉もRumor新衣装を紹介します！！（2021年12月7日、ゆきりんワールド（柏木由紀））
- 【AKB衣装】レコード大賞の衣装フィッティング大公開！！！（2022年1月26日、ゆきりんワールド（柏木由紀））
- 横山由依AKB48卒業コンサートの衣装をしのぶさんが解説！（2022年1月27日、Yuihan Life（横山由依））
- 【AKB衣装】新曲元カレですのフィッティングを公開！！（2022年4月9日、ゆきりんワールド（柏木由紀））
- 【見て着て】AKBグループ衣装倉庫に行ってみたら思い出だらけでした【イコラブも】（2022年9月30日、さしはらちゃんねる（指原莉乃））
- 【衣装】AKB48の新衣装フィッティング現場に密着！！（2023年1月14日、ゆきりんワールド（柏木由紀））
- 【衣装】AKB48の新曲衣装フィッティング&紹介！！（2023年6月13日、ゆきりんワールド（柏木由紀））
- 【衣装】AKB48の新曲衣装フィッティングを大公開！（2023年10月17日、ゆきりんワールド（柏木由紀））

## 著書
- 茅野しのぶ『アイドル衣装のひみつ～カワイイの方程式～』学研出版、2025年6月5日。ISBN 978-4-05-407020-2。 NCID BD12163165。